# Rendufe (Amares)
Rendufe es una freguesia portuguesa del concelho de Amares, con 3,00 km² de superficie y 1.126 habitantes (2001). Su densidad de población es de 375,3 hab/km².

## Galería

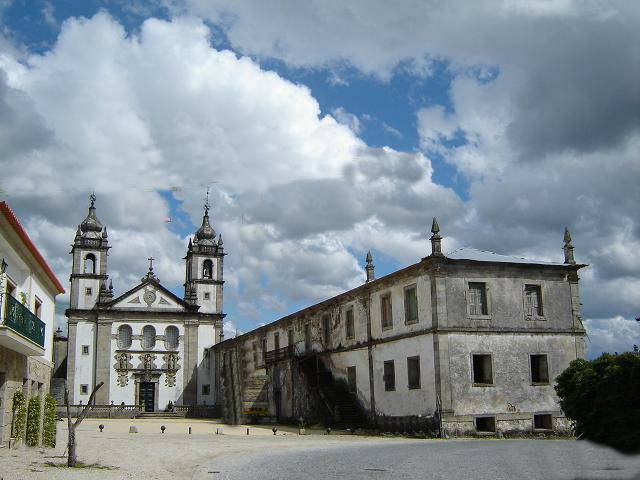
Mosteiro de Rendufe